# رائول دومینگز (بازیکن فوتبال)
رائول دومینگز (انگلیسی: Raúl Domínguez؛ زادهٔ ۱ نوامبر ۱۹۸۶) بازیکن فوتبال اهل اسپانیا است.
از باشگاه‌هایی که در آن بازی کرده‌است می‌توان به باشگاه فوتبال اسپورتینگ خیخون اشاره کرد.